# Société de littérature de Bruxelles
La Société de littérature de Bruxelles, fondée le 10 janvier 1800 (20 nivôse an VIII) à Bruxelles et dissoute en 1823, est une société littéraire regroupant quelques bruxellois de naissance ou de résidence.

## Historique
Au début, elle est une sorte d'émanation de l'École centrale de Bruxelles, continuatrice officielle de l'ancienne Université de Louvain supprimée en 1797. Située rue de Namur, elle regroupait, en effet, sous le professeur Rouillé plusieurs élèves et professeurs de cet établissement d'enseignement fondé par le Directoire, en remplacement de l'ancienne université de Louvain, tels que le polytechnicien Vandezande, Pierre De Hulstere ou Philippe Lesbroussart.
Bientôt ce cercle s'adjoignit des membres venant de toute la Belgique, souvent des fonctionnaires lettrés d'origine belge ou française.
Il regroupait des personnes aimant ou s'adonnant à la littérature.
Voltaire, comme dit Roland Mortier, est leur grand homme, leur « parrain », mais ils n'ont ni sa verve ni son mordant ni son aisance.
Composée de gens graves, ceux-ci purent y cultiver le genre léger de l'épigramme, du madrigal ou de la fable, le tout dans un style digne de Baour-Lormian ou plus philosophique comme celui de Pierre-Jean Martin de Bussy, le "nouveau Lucrèce".
Ces productions étaient rendues publiques dans les Almanachs poétiques publiés par cette société et qui paraissaient régulièrement de 1801 à 1819.
Comme nous le précise Louis Verniers, « outre le salon - spécialement destiné à la lecture - et où le silence était de rigueur - les sociétaires disposaient de locaux pour jouer aux cartes, au billard, etc., à l'exception toutefois des jeux de hasard, absolument proscrits. »
La Société se réorganisa le 17 janvier 1819 et renouvela sa direction.

## Quelques membres
- Charles-Auguste de Chênedollé. Né à Hambourg le 26 novembre 1797, il mourut en décembre 1833, vieillard aimable, érudit et distrait, à Bruxelles rue Notre-Dame-aux-Neiges délaissant une bibliothèque de 22 000 volumes. Il était le fils de Charles-Julien Lioult de Chênedollé (1769-1833), qui avait épousé le 30 juin 1790 la liégeoise Victoire Bourguignon qu'il abandonna en 1797 avant la naissance de son fils Charles. Charles-Julien Lioult de Chênedollé est bien connu de l'histoire littéraire, puisqu'il fut un ami de Chateaubriand et fut fiancé à sa sœur Lucille qui rompit ses fiançailles après avoir appris l'existence de ce mariage. Cela n'empêcha pas Chênedollé d'épouser à Vire le 5 juin 1810, Aimée de Banville dont il eut cinq enfants.
- Joseph-Nicolas Comhaire (1778-1837).
- Jacques-Joseph Deglimes[3], poète latin, bourgmestre de Saint-Josse-ten-Noode en 1808.
- Pierre De Hulstere (ou Dehulstère), polytechnicien.
- de Scheppere, trésorier.
- Charles-Alexandre de Gamond, né le 17 juin 1780, médecin, il termina sa vie à Molenbeek-Saint-Jean dans le petit château[4] qu'il y possédait au coin de la rue Fin et de la rue Saint-Martin. Il figure parmi les fondateurs de la société[5].
- Gigot
- Louis Gruyer, philosophe.
- Hubin.
- Étienne de Jouy, le futur « Hermite de la Chaussée-d'Antin », alors chef de division à la préfecture de la Dyle.
- Lecocq, secrétaire perpétuel.
- Sauveur Legros (1754-1834), devint président annuel.
- Jean-Baptiste Lesbroussart (1747-1818), père, historien.
- Philippe Lesbroussart fils (1781-1855), littérateur.
- Marchal
- Adolphe Quetelet, qui publia dans le Recueil annuel de poésie de la Société de littérature de Bruxelles pour l'année 1818, un poème intitulé : Les Adieux du poète à sa lampe.
- Louis-Vincent Raoul (1770-1848) qui se distingua comme un adversaire acharné de Victor Hugo et qu'il accabla de ses diatribes dans un livre désormais fort oublié l'Anti-Hugo, publié en 1846.
- Frédéric de Reiffenberg.
- Rouillé
- Frédéric Rouveroy (1771-1850).
- André Rozin, professeur d'histoire naturelle à l'École centrale de Bruxelles.
- Jacques Joseph Spaak[6], archer garde noble, peintre décorateur à la cour de Charles de Lorraine, artiste peintre et poète, né à Bruxelles le 26 juin 1742 et y décédé le 8 décembre 1825.
- le baron de Stassart, connu comme fabuliste, haut fonctionnaire de l'Empire.
- Eugène Van Bemmel
- Vandezande, Ferdinand, Lambert, Joseph, né à Bruxelles le 13 mars 1780. Ami de Louis Gruyer depuis 1798. Polytechnicien. Entré dans les douanes françaises, il est monté jusqu’au grade de sous-directeur (administrateur). Premier commis de la direction de Rouen jusqu’en 1815 puis M. Ferrier, directeur général, l’appelle à l’administration centrale à Paris où il devient chef de division. En 1831, nommé sous directeur et membre du conseil. En 1841, nommé à sa demande receveur principal des douanes de Marseille. Il prit sa retraite six ans plus tard. Chevalier et officier de la Légion d'honneur[7].
- Jean-Baptiste Vautier (1792-1846), secrétaire annuel.
- Pierre Claude Vidal, secrétaire de la Société de littérature de Bruxelles.
- Le marquis de la Puenté, châtelain de Limal

## Fin de la Société de littérature
Cette espèce d'académie disparut en 1823, mais certains de ses membres, plus tenaces que d'autres, continuèrent à se réunir dans le salon du poète Philippe Lesbroussart et formèrent ainsi la Société des douze dont les premiers membres furent, outre Philippe Lesbroussart, Auguste Baron, l'avocat de Doncker, Louis de Potter, Auguste Drapiez, Gruyer, Lucien Jottrand, Joseph-Denis Odevaere, Quetelet, Édouard Smits, Jean-François Tielemans et Sylvain van de Weyer.